# Riseup
Riseup es un colectivo de voluntarios que ofrece cuentas de correo electrónico seguras, lista de correo, VPN, entre otros servicios. La organización fue lanzada por hacktivistas en Seattle durante 1999.
Su misión es apoyar el cambio social liberador a través de la lucha contra el control social y la vigilancia masiva y mediante la distribución de herramientas seguras. Enumera su propósito como ayudar en la creación de una sociedad libre, un mundo sin penurias y la libertad de expresión, un mundo sin opresión o jerarquía, donde el poder es compartido en igualdad.
Para 2013 contaban con 6 millones de suscriptores repartidos en 14.000 listas. Sus proyectos han incluido la petición StopWatching.Us contra la
vigilancia masiva revelada por Edward Snowden.
En enero de 2015, la Electronic Frontier Foundation (EFF) criticó las detenciones de anarquistas en España, en donde parte de las acusaciones eran el empleo de "medidas extremas de seguridad" con el uso de Riseup.
Riseup ofrece productos para facilitar comunicaciones seguras, incluyendo el uso de cifrado fuerte, servicios de anonimato y retención mínima de datos, dirigidos a individuos y grupos sin fines de lucro y activistas. Las dos características más populares son servicios seguros de administración de correo electrónico y listas de correo.
A mediados de noviembre de 2016 apareció en su página canaria un inexplicable error y no respondió a las solicitudes de actualización lo que llevó a algunos a creer que el colectivo se había convertido en el blanco de una orden de mordaza negándoles su derecho a comentar públicamente sobre una solicitud de información.